# Токантинс
Токантинс (порт. Tocantins) је једна од 26 бразилских држава, настала 1988. године од сјеверног дијела државе Гојас. Сљедеће године је почела изградња главног града, Палмас, најмлађег у Бразилу.
Површина Токатинса износи 277.620,91 квадратних километара и има 1.496.880 становника (процена из 2014). Изузев престонице Палмаса, чија изградња је почела 1989, већина градова је настала током португалског колонијалног периода. Осим Арагваине у држави нема пуно градова са већим бројем становника. Влада је инвестирала у нови главни град, велику брану са хидроцентралом, железницу и друге инфраструктурне пројекте како би развила ову махом пољопривредну област.
Токантинс је привукао стотине хиљада нових становника, углавном у Палмас. Држава је економски значајна због хидроенергетских ресурса. Реке Арагваја и Токантинс су део највећег слива који лежи у потпуности на територији Бразила. На реци Токантинск је изграђена брана и хидроелектрана, чиме је створен велики резервоар који је постао центар за рекреацију. Због свог централног положаја у Бразилу, Токантинс има карактеристике амазонског басена, али и полуотворене пашњаке који се називају серадо. Острво Бананал, на југозападу државе је једно од највећих речних острва на свету. У Токантинсу се такође налази Национални парк Арагваја, индијански резервати Каражас и државни парк Жалапао, на око 250 километара од Палмаса. Тамо реке стварају оазе у сувом крајолику, што привлачи многе екотуристе у ову област.